# آرتورو راوسون
آرتورو راوسون (انگلیسی: Arturo Rawson; زاده ۴ ژوئن ۱۸۸۵ – درگذشته ۸ اکتبر ۱۹۵۲) سیاست‌مدار اهل آرژانتین بود.